# Sheila Tobias
Sheila Tobias (Nueva York, 26 de abril de 1935-Tucson, 6 de julio de 2021) fue una administradora universitaria estadounidense que estudió la brecha de género en matemáticas y ciencias a nivel universitario.

## Biografía
Tobias nació en Brooklyn, Nueva York, fue la hija mayor de Paul Tobias y Rose Steinberger Tobias. Se graduó en el Radcliffe College en 1957 y obtuvo dos masters (uno en Artes en 1961 y otro en Filosofía en 1974) de la Universidad de Columbia.

## Trayectoria
Tobias fue periodista en Alemania y Londres después de la universidad, escribió para el New York Herald Tribune, y enseñó cursos de historia en el City College de Nueva York . Trabajó en la Universidad de Cornell como asistente del vicepresidente de asuntos académicos de 1967 a 1970 y organizó un curso de estudios tempranos de la mujer en Cornell. De 1970 a 1978, fue vicerrectora asociada de la Universidad Wesleyan, ayudando a la escuela en el proceso de convertirse en coeducacional. En Wesleyan, comenzó a estudiar ansiedad matemática (una frase que acuñó) y otros fenómenos en torno a la brecha de género en los campos STEM. Abrió una clínica de matemáticas, atendida por tutores y consejeros, y publicó su primer libro, Overcoming Math Anxiety (1978).
Tobias se mudó a Tucson en la década de 1980. Impartió cursos de estudios de la mujer en la Universidad de Arizona y fue coordinadora de divulgación de la iniciativa de Máster en Ciencias Profesionales de la Fundación Alfred P. Sloan.
Tobias formó parte de la junta directiva de la Association for Women in Science, y fue copresidenta de Veteran Feminists of America. Participó activamente en la Organización Nacional para la Mujer (NOW), la Comisión de Mujeres del Condado de Pima /Tucson y el Consejo Asesor de Estudios de la Mujer en la Universidad de Arizona. Formó parte del Comité sobre el Estado de la Mujer en Física de la Sociedad Estadounidense de Física en la década de 1980 y fue delegada de la Conferencia Internacional sobre Mujeres en Física, celebrada en París en 2002. En 2006, su nombre fue agregado a la Plaza de Honor de la Mujer en la Universidad de Arizona.

## Vida personal
Tobias se casó con Carlos Stern en 1970; se divorciaron en 1982. Se casó con un profesor de física, Carl Tomizuka, en 1987; murió en 2017. Tobias murió en una residencia de ancianos en Tucson el 6 de julio de 2021, a los 86 años. Sus artículos se encuentran en la Biblioteca Schlesinger.

## Obra
- Overcoming Math Anxiety (1978, 1994)[19]
- What Kinds of Guns Are They Buying for Your Butter? A Beginner's Guide to Defense, Weaponry and Military Spending (1982, with Peter Goudinoff, Stefan Leader, and Shelah Leader)[20]
- Succeed with Math: Every Student's Guide to Conquering Math Anxiety (1987)[21]
- Rethinking Science as a Career: Perceptions and Realities in the Physical Sciences (1995, with Daryl Chubin and Kevin Aylesworth)
- They’re Not Dumb, They’re Different: Stalking the Second Tier (1990)[22]
- Women, Militarism, and War: Essays in History, Politics, and Social Theory (1990, edited with Jean Bethke Elshtain)[23]
- Breaking the Science Barrier: How to Explore and Understand the Sciences (1992, with Carl Tomizuka)
- Revitalizing Undergraduate Science: Why Some Things Work and Most Don't (1992)[24]
- The Hidden Curriculum: Faculty-Made Tests in College Science (1997, with Jacqueline Raphael)[25]
- Faces of Feminism: An Activist's Reflections on the Women's Movement (1997, 2018)[26]
- Science Teaching as a Profession. Why It Isn't. How It Could Be (2010, with Anne Baffert)[27]
- Banishing Math Anxiety (2012)

## Artículos y ensayos (selección)
- "Women's studies: Its origins, its organization and its prospects" (1978)[28]
- "Math Mental Health: Going Beyond Math Anxiety" (1991)[29]
- "Physics: for women, the last frontier" (1996, with Meg Urry and Aparna Venkatesan)[30]
- "The Science-Trained Professional: A New Breed for the New Century" (1998, with Frans A. J. Birrer)[31]
- "Who will study physics, and why?" (1999, with Frans A. J. Birrer)[32]
- "Some Recent Developments in Teacher Education in Mathematics and Science: A Review and Commentary" (1999)[33]
- "From Innovation to Change: Forging A Physics Education Reform Agenda for the 21st Century" (2000)[34]
- "Vox Populi to Music" (2004, with Shelah Leader)[35]
- "Empowering Science Teachers" (2012, with Anne Baffert)[36]